# Ава Гарднер
Ава Лавинија Гарднер (енгл. Ava Lavinia Gardner; Смитфилд, 24. децембар 1922 — Вестминстер, 25. јануар 1990) је била америчка филмска глумица, номинована за Оскара за најбољу главну глумицу у филму Могамбо.
Каријеру је почела 1941. године, да би за врло кратко време постала звезда блокбастера Ноћи игуана, Босонога контеса и Снегови Килиманџара. Амерички филмски институт је прогласио за једну од највећих глумица двадесетог века, а сматрана је и за једну од најлепших жена света. Захваљујући бројним љубавним аферама, али и гламурозном животу који је водила, Ава Гарднер је постала оличење фаталне заводнице и истинске филмске диве.

## Биографија

### Ране године
Ава Гарднер је рођена 1922. године у Брогдену, малом фармерском месту у Северној Каролини. Била је најмлађа од седморо деце. Имала је два брата, Рејмонда и Малвина и четири сестре, Беатрис, Елси Меј, Инез и Мајру. Одрасла је у сиромашној фармерској породици која се бавила узгојем памука и дувана. Авина мајка, Моли потицала је из баптистичке породице шкотско-ирско-енглеског порекла, док је отац, Џонас Бејли Гарднер потицао из католичке породице ирско-америчко-индијанског порекла. Још док су им деца била мала, Гарднерови су остали без свог поседа, па је отац морао радити у пилани док је мајка почела радити као куварица и домаћица у учитељском конаку оближње брогденске школе.
Када је Ава имала тринаест година породица се сели у нешто већи град Њупорт Њуз у Вирџинији где је Моли Гарднер водила пансион за обалске раднике. Како се није дуго задржала на том послу, Гарднерови се поново селе у Рокриџ, предграђе Вилсона у Северној Каролини, где је Моли Гарднер поново водила пансион. Авин отац умро је 1935. године од бронхитиса. Ава и њена браћа и сестре похађала су школу у Рокриџу. Ава је матурирала 1939. године а наредне године наставила је школовање на колеџу за секретарице у Вилсону. Приликом посете сестри Беатриси, која је живела у Њујорку, 1941. године Аву је као осамнаестогодишњакињу сликао Беатрисин супруг Лари. Он је био професионални фотограф а Авину слику је изложио у излогу свог студија на Петој авенији.

### Почетак каријере
Бернард „Барни“ Дуан, правник у Левс Театру 1941. године спазио је Авину фотографију у излогу „Тар“ фото-студија на Петој авенији у Њујорку. У то време Дуан се често представљао као Ем-Џи-Емов скаут како би се приближио девојкама. Када је покушао да добије Авин број, радник га је одбио. Тада је, онако успут добацио да би слику заиста требало послати у Ем-Џи-Ем што је Лари и учинио одмах. Убрзо након тога Ава је допутовала у Њујорк на разговор. Ем-Џи-Ем јој је понудио стандардни уговор, па је Ава напустила колеџ те 1941. године и заједно са Беатрис отишла у Холивуд. Одмах су јој унајмили учитеља дикције, јер је Ава говорила са јужњачким нагласком.

### Номинација за Оскара
Гарднерова је номинована за Оскара за улогу у филму Могомбо (1953), ипак те године награду је узела Одри Хепберн за Празник у Риму. Многи сматрају да је Авино најбоље остварење улога Максин Фолк у Ноћи игуана (1964) за коју није ни номинована.
Играла је и у филмовима The Hucksters (1947), Showboat (1951), Снегови Килиманџара (1952), Босонога контеса (1954), овај филм се сматра готово аутобиографским јер осликава неке њене навике из свакодневног живота, Bhowani Junction (1956), Сунце се поново рађа у ком је играла плесачицу Брет Ешли и у филмској верзији Neville Shute у коме је играла са Грегори Пеком.
Своје глумачке домете показала је и у филму 55 дана у Пекингу (1963).
Ван филмског платна остале су запамћене неке њене необичне и духовите опаске попут оне о Џону Форду који је режирао филм Могомбо: „најохолији човек на Земљи. Истинско Зло. Обожавам га."

### Каснији живот
У Лондон се преселила 1968. године како би обавила лекарске анализе због сумње на рак материце од кога је умрла њена мајка. Те године заиграла је у филму који многи сматрају њеним најбољим остварењем, у енглеском римејку Мајерлинга у коме је глумила Елизабету, аустријску царицу у пару са Џејмсом Мејсоном као царом Францом Јозефом.

### Бракови и везе

#### Мики Руни
Убрзо пошто је стигла у Лос Анђелес Ава је упознала Ем-Џи-Емовог глумца Мики Рунија. Венчали су се 10. јануара 1942. године у Баларду у Калифорнији. Имала је тада тек деветнаест година. До 1946. године, Ава је снимила неколико филмова, али је тек после улоге у филму Убице са Бартом Ланкастером постала позната као филмска звезда и секс-симбол. Руни и Ава су се развели 1943. године углавном због Рунијевог раскалашног начина живота. Руни је касније причао о њиховом сексуалном животу и хвалио се како је Ава била добра у кревету. Када је то чула Ава му је духовито одговорила: „Па, он је можда и уживао у сексу, али небеса знају да ја нисам уживала!"

#### Арти Шоу
Други брак имала је са џез музичарем Арти Шоуом од 1945. до 1946. године и био је још лошији од претходног. У овом периоду Ава је почела да пије и да уточиште налази у психотерапији.

#### Френк Синатра
Трећи и последњи пут била је у браку (1951—1957) са певачем и глумцем Френком Синатром. Синатра је напустио Ненси, своју супругу због Аве и њихов брак је био ударна вест у новинама. Осуђивали су га колумнисти Хеда Хопер и Луела Парсонс, холивудски естаблишмент и обожаваоци зато што је напустио своју „добру жену“ због једне необичне али фаталне жене каква је била Ава. То се одразило и на његову каријеру, док је за Аву то био успех - њен имиџ заводнице и секс-симбола је само још више наглашен. Брак са Синатром био је буран - оштре свађе, љубомора, чак и Синатрин покушај самоубиства, бројни разлази...
Ава је искористила свој утицај како би помогла Синатри да заигра у филму Одавде до вечности (1953) за шта је био награђен Оскаром. Та улога је помогла да се Синатрина певачка и глумачка каријера обнови. О њиховој вези Ава је говорила: „Били смо сјајни у кревету. Проблеми су обично почињали већ на путу до купатила." (Ова изјава инспирисаће Сузан Вега да напише песму Френк и Ава.) Током њиховог брака Ава је остала трудна али је прекинула трудноћу због непредвидивости њихове везе. Увек је желела децу, али је доста касније рекла: „Нисмо били у стању ни о себи да водимо рачуна. Како бисмо бринули о беби?" Ава и Френк су остали добри пријатељи и након развода.

#### Хауард Хјуз
Почела се виђати са милијардером авијатичарем Хауардом Хјузом средином 1940-их. Та веза потрајала је до 1950-их. Упркос његовим почетним очекивањима да ће она бити „лак комад“ никада нису постали интимни.

#### Ернест Хемингвеј
Од Синатре се развела 1957. године и отишла је у Шпанију где је почело пријатељство са познатим књижевником Ернестом Хемингвејем. Тада је заволела и шпанску кориду, а нарочито тореадоре. Један од њих био је и Луис Мигел Домингин, који је тада био са Чином Мачадо, а са којим је Ава имала страсну везу. „Било је то некакво лудило“, касније је говорила о овом времену.

### Последње године
Много је пушила и услед тога оболела од емфизема, као и од поремећаја имунског система (сумња се да је то био лупус). После два мождана удара 1986. године услед којих је остала делимично паралисана и везана за кревет. Иако су јој материјалне могућности омогућавале да плати себи лечење Френк Синатра је ипак платио трошкове посете специјалисти у САД. Последње Авине речи упућене њеној служавки Кармен биле су: " Јако сам уморна!". Умрла је од упале плућа у 67-ој години. Након њене смрти једна од Синатриних кћерки га је затекла у соби на поду уплаканог и немог. Ава не само да је била његова највећа љубав већ и муза и инспирација за једну од његових најлепших и најемотивнијих песама, "I Am a Fool to Want You", снимљену након њиховог развода. На њеној сахрани се једна црна лимузина паркирала иза колоне од петсто ожалошћених. Нико није изашао из кола, али се претпоставља да је то заправо био Френк Синатра. Букет на Авином гробу је имао једноставну поруку: „Са љубављу, Френсис."

### Гроб
Ава Гарднер је сахрањена у Сансет меморијал парку у Смитфилду у Северној Каролини поред своје браће и вољених родитеља. У Смитфилду данас постоји Музеј Аве Гарднер.

## Филмографија
| Улоге Аве Гарднер |                                   |               |                  |          |
| Година            | Српски назив                      | Изворни назив | Улога            | Напомена |
| 1941.             | Модерни одговори                  |               |                  |          |
| 1941.             | Сенка Мршавца                     |               |                  |          |
| 1941.             |                                   |               |                  |          |
| 1941.             | Новајлије на Бродвеју             |               |                  |          |
| 1942.             | Радимо то јер -                   |               |                  |          |
| 1942.             | Џој Смит - Американац             |               |                  |          |
| 1942.             | Ово време за тајне                |               |                  |          |
| 1942.             |                                   |               |                  |          |
| 1942.             | Недељни пунч                      |               |                  |          |
| 1942.             | Позвати др Гилеспија              |               |                  |          |
| 1942.             |                                   |               |                  |          |
| 1942.             |                                   |               |                  |          |
| 1943.             | Хитлерово лудило                  |               |                  |          |
| 1943.             | Духови на слободи                 |               |                  |          |
| 1943.             | Младе идеје                       |               |                  |          |
| 1943.             | Ду Бари је била дама              |               |                  |          |
| 1943.             | Лепршава грозница                 |               |                  |          |
| 1943.             | Изгубљени анђео                   |               |                  |          |
| 1944.             | Две девојке и морепловац          |               |                  |          |
| 1944.             | Три мушкарца у белом              |               |                  |          |
| 1944.             | Мејзи иде у Рино                  |               |                  |          |
| 1944.             |                                   |               |                  |          |
| 1944.             | Музика за милионе                 |               |                  |          |
| 1945.             | Отишла је на трку                 |               |                  |          |
| 1946.             | Крај звиждука                     |               |                  |          |
| 1946.             | Убице                             |               |                  |          |
| 1947.             | Сингапур                          |               |                  |          |
| 1947.             | Пропагандисти                     |               |                  |          |
| 1948.             | Један додир Венере                |               |                  |          |
| 1949.             | Мито                              |               |                  |          |
| 1949.             | Велики грешник                    |               |                  |          |
| 1949.             | Источна страна, западна страна    |               |                  |          |
| 1951.             | Пандора и Летећи Холанђанин       |               | Пандора Рејнолдс |          |
| 1951.             | Моја забрањена прошлост           |               |                  |          |
| 1951.             | Чамац                             |               |                  |          |
| 1952.             | Усамљена звезда                   |               |                  |          |
| 1952.             | Снегови Килиманџара               |               |                  |          |
| 1953.             | Витезови Округлог стола           |               | Гиневра          |          |
| 1953.             | Вози, Вакеро!                     |               |                  |          |
| 1953.             |                                   |               |                  |          |
| 1953.             | Могамбо                           |               |                  |          |
| 1954.             | Босонога контеса                  |               |                  |          |
| 1956. Bhowani Junction            |                                   |               |                  |          |
| 1957.             | Мала колиба                       |               |                  |          |
| 1957.             | Сунце се поново рађа              |               |                  |          |
| 1959.             | Гола Маја                         |               |                  |          |
| 1959.             | На плажи                          |               |                  |          |
| 1960.             | Анђео је носио црвено             |               |                  |          |
| 1963.             | Педесет пет дана у Пекингу        |               |                  |          |
| 1964.             | На репу игуане                    |               |                  |          |
| 1964.             | Седам дана у мају                 |               |                  |          |
| 1964.             | Ноћ игуане                        |               |                  |          |
| 1966.             | Библија: на почетку               |               |                  |          |
| 1968.             | Беч: незаборавне године           |               |                  |          |
| 1968.             | Мајерлинг                         |               |                  |          |
| 1970.             | Там-Лин                           |               |                  |          |
| 1972.             | Живот и време осуде Џоја Бина     |               |                  |          |
| 1974.             | Земљотрес                         |               |                  |          |
| 1975.             | Дозвола за убиство (филм из 1975) |               |                  |          |
| 1976.             | Плава птица                       |               |                  |          |
| 1976.             |                                   |               |                  |          |
| 1977.             |                                   |               |                  |          |
| 1979.             |                                   |               |                  |          |
| 1980.             | Отмица председника                |               |                  |          |
| 1981.             | Свештеник љубави                  |               |                  |          |
| 1982.             |                                   |               |                  |          |
| 1985.             | Дуго топло лето                   |               |                  |          |